# Penicillium paradoxum
Penicíllium paradóxum (лат.) — вид грибов-аскомицетов, относящийся к роду Пеницилл (Penicillium). Ранее анаморфа включалась в состав рода Aspergillus, а телеоморфа выделялась в род Hemicarpenteles.
Образует анаморфу, у которой фиалиды расположены головчато на верхушке апикального вздутия конидиеносца, подобно аспергиллам.

## Описание
Колонии на агаре Чапека широко-растущие, на 10—14-е сутки достигающие диаметра в 7—8 см, шерстистые, светло-жёлтые. Спороношение ограниченное до довольного обильного, в светло-сине-зелёных тонах. Реверс колоний ярко-жёлто-оранжевый, в среду выделяется жёлто-оранжевый пигмент. Экссудат нередко довольно обильный, в виде жёлтых капелек. Запах очень сильный, резкий, неприятный.
Клейстотеции образуются в больших количествах, сначала напоминают мягкие склероции, затем становятся жёсткими, созревают на 25—30-е сутки, сначала белые, затем бежевые или винно-бежевые, шаровидные, 200—400 мкм в диаметре. Окружены сетью разветвлённых гиф и 2—3 слоями утолщённых клеток. Аски восьмиспоровые, 8—10 × 7—8 мкм. Аскоспоры линзовидные, гладкостенные, с двумя параллельными экваториальными гребнями, 4,5—5,5 × 3—3,5 мкм.
На агаре с солодовым экстрактом (MEA) колонии также широко и быстро-растущие, пигментированные менее ярко, чем на агаре Чапека. Клейстотеции более обильные.
Конидиеносцы фототропичные, от 1—2 мм до 1 см длиной, слабо шероховатые, 12—20 мкм толщиной, несколько вздутые на верхушке до 15—25 мкм. На конечной части вздутия несут пучок прижатых фиалид 10—12 × 3,5—5,5 мкм; шейка краевых фиалид часто загнутая к центральным, вследствие чего цепочки конидий могут образовывать колонки. Конидии яйцевидные, мелкошиповатые, 5,5—6,5 × 4—5 мкм.

## Экология
Выделяется с экскрементов животных, встречается редко. Обнаружен в Новой Зеландии, Англии, Индии.

## Таксономия
Penicillium paradoxum (Fennell & Raper) Samson, Houbraken, Visagie & Frisvad, Stud. Mycol. 78: 352 (2014). — Aspergillus paradoxus Fennell & Raper, Mycologia 47 (1): 69 (1955).

### Синонимы
- Aspergillus ingratus Yaguchi et al., 1993
- Aspergillus paradoxus Fennell & Raper, 1955
- Hemicarpenteles paradoxum A.K.Sarbhoy & Elphick, 1968